# Mariano Barbaresi
Mariano Barbaresi (ur. 7 czerwca 1895 w Rzymie, zm. 14 października 1928 tamże) – włoski bokser wagi ciężkiej, olimpijczyk.
Reprezentował Włochy w boksie na Letnich Igrzyskach Olimpijskich 1920, które odbyły się w Antwerpii, zajmując 9. miejsce.